# Итес, Отто
Отто Итес (нем. Otto Ites; 5 февраля 1918, Норден, Восточная Фрисландия — 2 февраля 1982, там же) — немецкий офицер-подводник, капитан-лейтенант (1 апреля 1943 года).

## Биография
10 сентября 1936 года поступил на флот кадетом. 1 октября 1938 года произведен в лейтенанты. Служил на миноносцах «Кондор» и «Альбатрос». В октябре 1938 года переведен в подводный флот. Служил на подлодке U-51.

## Вторая мировая война
В качестве 2-го вахтенного офицера служил в Северном и Балтийском морях на подлодке U-146.
7 апреля 1941 года назначен командиром подлодки U-146, на которой совершил поход (проведя в море в общей сложности 45 суток).
С 29 августа 1941 года командовал подлодкой U-94, которой ранее командовал Герберт Куппиш. Руководил лодкой в 5 боевых походах (190 суток в море), в основном в Северную Атлантику.
28 марта 1942 года награждён Рыцарским крестом Железного креста.
28 августа 1942 года его лодка была потоплена в Карибском море канадским корветом «Оуквил» и американской летающей лодкой. 19 человек погибло, а 26, в том числе и Итес, были взяты в плен.
Всего за время военных действий Итес потопил 14 судов общим водоизмещением 72 424 брт и повредил 2 судна водоизмещением 12 480 брт.

## Послевоенная служба
В мае 1946 года освобожден. Получил медицинское образование, доктор стоматологии. В 1956 году поступил в ВМС ФРГ, в течение 2 лет командовал эскадренным миноносцем Z-2, а затем занимал руководящие должности в различных штабах. 1 апреля 1975 года получил звание контр-адмирала. В сентябре 1977 года вышел в отставку.